# Rafał Wojaczek
Rafał Wojaczek (6. prosince 1945 Mikulov – 10./11. května 1971 Vratislav) byl polský básník, sám se považující za prokletého básníka.

## Život
Narodil se ve vážené rodině ve slezském Mikulově. Jeho otec byl ředitelem střední školy v Prudníku. Maturoval v Kandříně a roku 1963 začal studovat polonistiku na Jagellonské univerzitě. Studium však přerušil již před koncem prvního ročníku a odešel do Vratislavi, kde žil z pomoci rodičů a z literárních stipendií. 
 Poezii začal psát na střední škole, debutoval roku 1965 v měsíčníku Poezja, později měl problémy s nakladateli a státní cenzurou. V roce 1969 vydal první sbírku Sezon.
Trpěl alkoholismem a depresemi, jeho život provázely různé excesy. Během pobytu v psychiatrické léčebně potkal svou budoucí ženu, s níž měl také dítě, avšak manželství nevydrželo ani rok. Několikrát se pokusil o sebevraždu; v noci z 10. na 11. května 1971 se po neúspěšné snaze o oběšení předávkoval medikamenty.

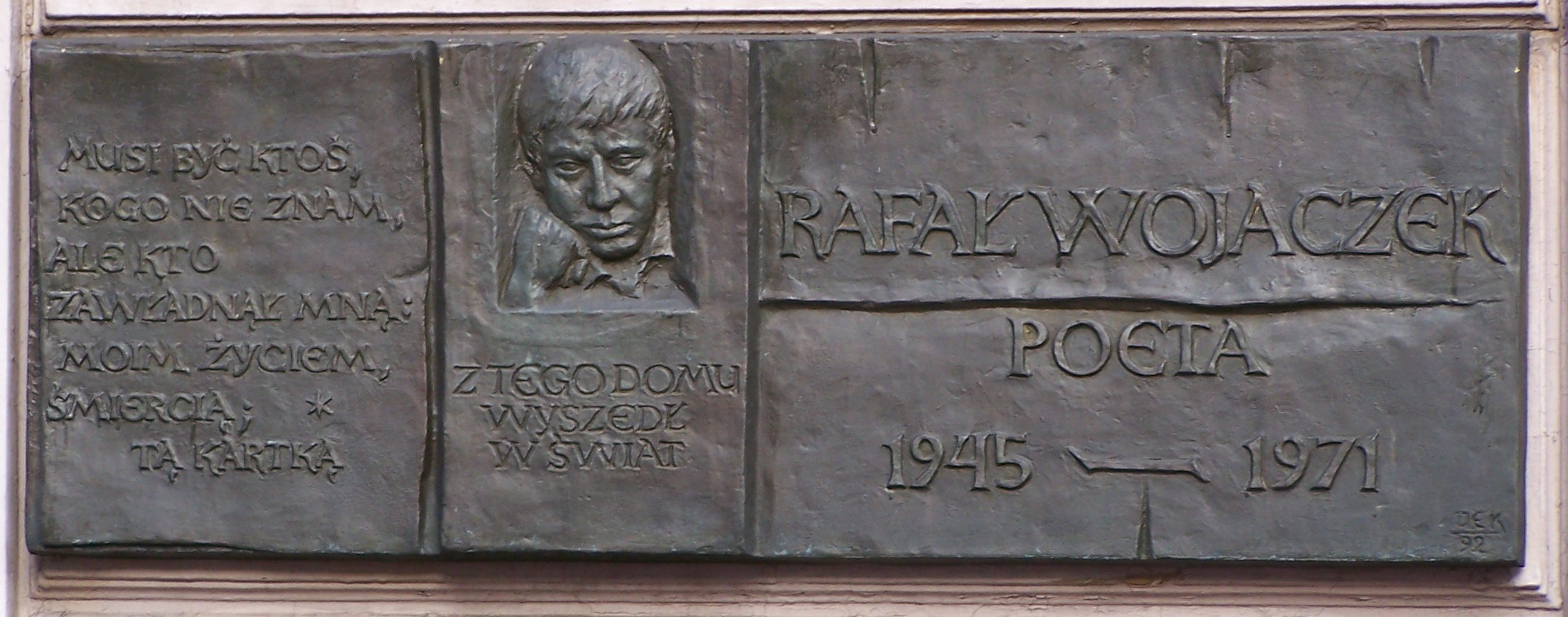
pamětní tabule na rodném domě v Mikołówě

Režisér Lech Majewski natočil na motivy jeho života roku 1999 film Wojaczek.

## Dílo
- Sezon (1969)
- Inna bajka (1970)

posmrtně:
- Którego nie było (1972)
- Nie skończona krucjata (1972)
- Utwory zebrane (1976)
- Poezje wybrane (1983)
- List do nieznanego poety (1985)
- Reszta krwi (1999)